# 10250 Hellahaasse
10250 Hellahaasse eller 1252 T-1 är en asteroid i huvudbältet som upptäcktes den 25 mars 1971 av den nederländsk-amerikanske astronomen Tom Gehrels och det nederländska astronomparet Ingrid van Houten-Groeneveld och Cornelis Johannes van Houten vid Palomarobservatoriet. Den är uppkallad efter den nederländska författaren Hella S. Haasse.
Asteroiden har en diameter på ungefär 4 kilometer.